# Alfons Rosenberg
Alfons Rosenberg (* 6. Januar 1902 in München; † 1. September 1985 in Zürich) war ein deutscher Schriftsteller, der vorwiegend über Mystik, Symbolforschung und Astrologie publizierte.
Alfons Rosenberg wird des Öfteren – selbst in wissenschaftlichen Publikationen – mit dem nationalsozialistischen Ideologen Alfred Rosenberg verwechselt, mit dem er aber außer der Namensähnlichkeit nichts gemein hat.

## Leben
Alfons Rosenberg wurde als Jude geboren. Von 1925 bis 1935 begann sich sein Leben dramatisch zu ändern, als er sich auf der Insel Wörth zum Entdecker der Natur wandelte. Er konzentrierte sich auf das für ihn Wesentliche und wurde zum Gottsucher, zum Mystiker.
Als die Nationalsozialisten die Macht ergriffen und die Judenverfolgung einsetzte, floh er in die Schweiz. Dort trat er zum römisch-katholischen Glauben über und erwarb das Schweizer Bürgerrecht. Später wurde er zu einem Vorkämpfer der Ökumene, skizzierte die Grundzüge des beginnenden Wassermannzeitalters und schrieb Bücher über Wolfgang Amadeus Mozart. Sein Buch über Don Giovanni wurde zum Klassiker.
Bis zu seinem Tode 1985 veröffentlichte Rosenberg zwar viele Publikationen, über sein persönliches Leben ist in der Öffentlichkeit jedoch nur wenig bekannt.

## Veröffentlichungen
- Wirklichkeit – Versuche und Erkenntnisse zur Erneuerung des Christentums. Verlag Organisator A.G., Zürich.
- Durchbruch zur Zukunft – Der Mensch im Wassermann-Zeitalter. Otto Wilhelm Barth-Verlag, München-Planegg 1958.
- Die christliche Bildmeditation. Otto Wilhelm Barth-Verlag, München-Planegg 1955.
- Die Seelenreise. Verlag Otto Walter, Olten 1952.
- Die Erhebung des Weiblichen. Verlag Otto Walter, Olten 1959.
- Das Experiment Christentum. Verlag J. Pfeiffer, München 1969.
- Der Christ und die Erde. Verlag Otto Walter, Olten 1953.
- So spricht die Gnosis, Otto Wilhelm Barth-Verlag, München 1954
- Der Engel im Alten Testament. In: Begegnung mit Engeln, Otto Wilhelm Barth-Verlag, München-Planegg 1956.
- Sibylle und Prophetin. Otto Wilhelm Barth-Verlag, Weilheim/Obb. 1960.
- Praktiken des Satanismus. Nürnberg, Glock und Lutz 1965
- Engel und Dämonen. Gestaltwandel eines Urbildes, Prestel, München 1967.
- Don Giovanni. Mozarts Oper und Don Juans Gestalt. Prestel, München 1968.
- Die Zauberflöte. Geschichte und Deutung von Mozarts Oper. 2. Auflage. Prestel, München 1972, ISBN 3-7913-0041-5.
- Leben nach dem Sterben, Kösel-Verlag, München 1974.
- Kreuzmeditation. Die Meditation des ganzen Menschen, Kösel-Verlag, München 1976.
- W.A. Mozart. Der verborgene Abgrund, Edition Interfrom, Zürich 1976.
- Christliche Lebensregeln. Reihe Doppelpunkt, Kösel-Verlag, München 1977.
- Die Welt im Feuer. Wandlungen meines Lebens. Herder, Freiburg/Basel/Wien 1983, ISBN 3-451-08011-7.
- Zeichen am Himmel. Das Weltbild der Astrologie. 2. Auflage, Kösel, München 1984, ISBN 3-466-20246-9.
- Einführung in das Symbolverständnis. Ursymbole und ihre Wandlungen. Herder, Freiburg im Breisgau 1985, ISBN 3-451-08033-8.
- Wandlung des Kreuzes. Die Wiederentdeckung eines Ursymbols (mit Bildern von Michael Eberle), Kösel-Verlag, München 1985.
- Jesus der Mensch. Ein Fragment, Kösel-Verlag, München 1986.

J.Fr. Oberlin, Die Bleibstätten der Toten, Turm Verlag Bietigheim, o. J.